# 松波庄五郎
長井新左衛門尉（ながい しんさえもんのじょう）は、戦国時代の美濃国の武将。軍記物語では松波 庄五郎（まつなみ しょうごろう）とも呼ばれるが、当時の文書には長井新左衛門尉の名で現れ、松波庄五郎の名は確認できない。子に斎藤道三。幼名は峰丸、法名は法蓮房、別名に山崎屋庄五郎・西村勘九郎正利。また実名は基就もしくは利隆とされるが確証はない。『江濃記』では永井豊後守とされる。
『美濃国諸旧記』、『美濃明細記』、『土岐斎藤由来記』など江戸時代に成立した多くの軍記物では、松波庄五郎は斎藤道三と同一人物とされており、道三の父の代に美濃に移住したとするものは『江濃記』、『老人雑話』など少数だった。しかし近年では『岐阜県史』編纂の過程で発見された古文書「六角承禎条書写」によって、美濃の国盗りは道三一代のものではなく、その父の長井新左衛門尉との父子二代にわたるものであったことが明らかとなっている。

## 生涯

### 史料に見る長井新左衛門尉の来歴
下克上によって戦国大名に成り上がったとされる斎藤道三の人物像は、江戸寛永年間成立と見られる史書『美濃国諸旧記』などにより形成され、坂口安吾・海音寺潮五郎・司馬遼太郎らの歴史小説で有名になっていた。しかし、1960年代に始まった『岐阜県史』編纂の過程で大きく人物像は転換した。編纂において「春日倬一郎氏所蔵文書」（後に「春日力氏所蔵文書」）の中から永禄3年（1560年）7月付けの「六角承禎条書写」が発見された。この文書は近江守護六角義賢（承禎）が家臣である平井氏・蒲生氏らに宛てたもので、前欠であるが次の内容を持つ。
1. 斎藤治部（義龍）祖父の新左衛門尉は、京都妙覚寺の法華宗の僧侶であった。
2. 新左衛門尉は西村と名乗り、美濃へ来て長井弥二郎に仕えた。
3. 新左衛門尉は次第に頭角を現し、長井の名字を称するようになった。
4. 義龍父の左近大夫（道三）の代になると、惣領を討ち殺し、諸職を奪い取って、斎藤の名字を名乗った。
5. 道三と義龍は義絶し、義龍は父の首を取った。

同文書の発見により、従来、道三一代のものと見られていたいわゆる「国盗り物語」は、新左衛門尉と道三の二代にわたるものであることが明らかとなった。

### 出自と出家・還俗
近世の軍記物・地誌では永正元年（1504年）、代々北面武士を務める松波家の出身で、松波左近将監基宗の子として山城乙訓郡西岡で生まれ、幼名を峰丸といったという。11歳の春に京都妙覚寺で得度を受け、法蓮房の名で僧侶となったが、後に還俗して松波庄五郎と名乗ったとされている。
しかし息子・斎藤道三は天文2年（1533年）には既に長井新九郎規秀を名乗って文書を発しており、道三の子・義龍が享禄2年（1529年）に生まれているため、木下聡は永正元年を道三の生年とみて、松波庄五郎の生年を1470年～1480年の間と推測している。木下聡は、松波氏は代々日野家の家僕を務めたことから、同じく日野家の家僕を務め宗の字を通字とした山形氏の庶流出身の基宗が、山形氏が一時断絶したか何かで山形姓を名乗るのを憚り、関係のある松波姓を名乗ったという可能性を指摘している。

### 商人時代
近世の軍記物・地誌では庄五郎は奈良屋又兵衛の娘をめとり、油商人となり山崎屋を称したとされる。油売りをしていたとする文献が多いが、傘張りをしていたとするものもある。
『美濃国諸旧記』には、次の様な逸話が記述される。庄五郎は美濃で油売りの行商として成功し評判になっていた。その商法は「油を注ぐときに漏斗を使わず、一文銭の穴に通してみせます。油がこぼれたらお代は頂きません」といって油を注ぐ一種のパフォーマンスを見せるというものだった。行商で成功した庄五郎であったが、ある日、油を買った土岐家の矢野という武士から「あなたの油売りの技は素晴らしいが、所詮商人の技だろう。この力を武芸に注げば立派な武士になれるだろうが、惜しいことだ」と言われ、一念発起して商売をやめ、槍と鉄砲の稽古をして武芸の達人になったという。三間もの長さの槍を扱う達人だったことが仕官・出世につながったとする文献もあるが、歌舞の腕前によって取り立てられたとするものもある。

### 仕官とその後
その後、武士になりたいと思った庄五郎は、美濃国厚見郡今泉の常在寺の住職となっていた僧侶時代の弟弟子・南陽坊（日運）の兄が長井利隆であったことからこれを頼ることとした。庄五郎は美濃守護代斎藤利良の重臣だった長井長弘に取り立てられることとなり、長井氏家臣西村氏の家名を継いで西村勘九郎正利と称したという。
さらに長井新左衛門尉に改名した後から同時代史料に名前が現れるようになり、大永6年（1526年）6月19日付「東大寺定使濃州下国入用注文」（「筒井寛聖氏所蔵文書」）に長井長弘らとともに「長井新左衛門」とあるのが史料上の初見である。この頃土岐家中では頼武と頼芸が争っており、長井長弘は頼武方の斎藤利良の家臣であったものの、大永5年に頼武が敗れ利良は戦死しているため、長弘および長井新左衛門尉は頼芸方に鞍替えしたものとみられる。
この他に大永8年（1528年）2月29日付室町幕府奉行人奉書（「秋田藩家蔵文書」）で佐竹常秋の知行する美濃国東山口の押領を止めるよう求められている。年紀のない文書では、長井長弘が汾陽寺に出した書状中で言及されるほか、一柳直満から木材購入の仲介を依頼された文書が残る（「汾陽寺文書」）。また加賀国にいた本願寺坊官・下間頼盛に上方への移動を一考するよう進言する（「勝鬘寺文書」）など、国外にも及ぶ影響力を有していたことが窺われる。
『実隆公記』に、天文2年（1533年）3月に長井豊後守が病になったとする記述がある。『江濃記』は道三の父を永井豊後守としているように、長井豊後守は長井新左衛門尉が名乗りを改めたものである可能性がある。公卿・三条西実隆が日記に記録していることや、京都から陰陽師・勘解由小路在富を呼び寄せ、延命を祈念させていることから、当時の美濃で力を持っていたことが示されている。天文2年3月からほどなくして死去したとみられ、同年6月に斎藤道三（長井規秀）の初見文書が発出されていることとも合致する。

## 評価
「ほぼ徒手空拳から土岐氏重臣の座まで上り詰めたのは、評価されるべき点である。くわえて16世紀前半の守護家であれば、まったくの新参者が出世するのは多くの困難を伴ったはずである。しかもこうした人物は、往々にしてあまりよくない最期を遂げることが多い中で、息子に無事政治基盤を継承させ、大往生を遂げているわけだから、見事としか言うほかない。」木下聡

## 系譜
- 父：不明（軍記物では松波基宗[2][3][4]）
  - 妻：不明（軍記物では奈良屋又兵衛の娘[2][4]）
    - 息子：斎藤道三 / 長井規秀
    - 息子：久兵衛秀元[25]
    - 息子：新右衛門[25]？ - 史料では確認できない[26]。
    - 息子：隼人佐道利[25][27]？